# Le Passe-muraille (téléfilm, 2016)
Pour les articles homonymes, voir Le Passe-muraille (homonymie).
Le Passe-muraille est un téléfilm français réalisé par Dante Desarthe pour Arte à partir de la nouvelle éponyme de Marcel Aymé. Le film a été diffusé sur Arte en décembre 2016.

## Synopsis
Émile Dutilleul, employé d'assurance transparent, prend depuis son enfance un médicament sans savoir pourquoi. Lorsque ce médicament cesse d´être vendu, il constate avec stupéfaction qu'il peut traverser les murs. S'il s'en cache au départ, il comprend vite l'intérêt de ce pouvoir, poussant son chef au burn-out, cambriolant les banques, dévalisant les musées. Lorsque sa mère décède en maison de retraite, il se rend compte qu'elle avait la même faculté. La police le retrouvant ivre-mort découvre qu'il est le passe-muraille, mais même le RAID ne peut pas grand-chose contre lui : il quitte comme il veut ses bracelets électroniques et quitte les prisons par les murs. Il se confie à Ariane, et acceptant d'assumer leur amour, fait des projets avec elle pour travailler dans un cirque en Belgique. Or, ayant filé son ex-femme, la police tente de l'empoisonner lorsqu'il lui remet 15 ans de pension en liquide. Émile s'échappe encore et, retrouvant un dernier tube de son médicament, l'avale pour retrouver une vie « extrêmement normale ». Fuyant la police de plus en plus difficilement à travers les murs, il reste prisonnier de celui de la maison d'Ariane. Ce mur parle désormais, jusqu'à ce que la maison, vendue, soit détruite, et lui, libéré...

## Fiche technique
- Titre original : Le Passe-muraille
- Réalisation : Dante Desarthe
- Scénario : Dante Desarthe, d'après la nouvelle Le Passe-muraille de Marcel Aymé
- Musique : Krishna Levy
- Photographie : Dominique Colin
- Montage : Mathilde Muyard
- Direction artistique : Stephanie Laurent Delarue
- Décors : Philippe Boulenouar
- Costumes : Anne Schotte
- Production : Yaël Fogiel, Laetitia Gonzalez et Nathalie Vallet
- Sociétés de production : Les Films du poisson et Arte France
- Pays de production :  France
- Langue originale : français
- Format : couleur
- Durée : 95 minutes

## Distribution
- Denis Podalydès : Émile Dutilleul, le Passe-Muraille
- Marie Dompnier : Ariane
- Scali Delpeyrat : Franck Lecuyer, le supérieur d'Émile et d'Ariane
- Claude Perron : Véronique, l'ex-femme d'Émile
- Maryvonne Schiltz : la mère d'Émile
- Roger Jendly : Monsieur Lascar, le voisin
- Jacques Bonnaffé : le Ministre de l'intérieur
- Elisabeth Mazev : la Première Ministre
- Grégoire Oestermann : le  directeur de cabinet
- Christophe Vandevelde : le chef du RAID
- Delphine Guillaud : Marie, la réceptionniste
- Alice Butaud : Chloé, une collègue d'Émile
- Steve Tran : Nicolas, un collègue d'Émile
- Franck Richard : Bruno, un collègue d'Émile
- Cyril Gueï : Fred, un collègue d'Émile
- Céline Milliat-Baumgartner : la femme médecin
- Maly Diallo : la concierge
- Émilien Mathey : le petit Pierrot, fils de Véronique
- Alice Pehlivanyan : la femme en boite de nuit
- Nathalie Schmidt : la directrice de la maison de retraite
- Agnès Hurstel : l'infirmière de la maison de retraite
- David Colombo-Léotard : le patron de café
- Grégory Gaule : un policier du métro
- Vincent Furic : un contrôleur du métro
- Irek Spiewak : le conducteur de grue
- Xavier Vincens : un gardien de cellule
- Rodolphe Pauly : journaliste TV
- Dante Desarthe : journaliste chaîne info
- Roukiata Ouedraogo : la femme dans le métro

## Distinctions
2016 : Prix de la meilleure photographie pour Dominique Colin au festival de la création audiovisuelle de Luchon 2016. Prix d'interprétation pour Denis Podalydes, Luchon 2016.
2017 : Prix du meilleur téléfilm de l'année 2016, du syndicat National de la critique.

## Autour du téléfilm
- L'adaptation de Dante Desarthe transpose dans les années 2010 la nouvelle de Marcel Aymé située autour de 1940.
- Denis Podalydès, alias Émile Dutilleul, le « passe-muraille », succède dans ce rôle à, notamment, Bourvil (Garou-Garou, le passe-muraille de Jean Boyer en 1951) et Michel Serrault (Le Passe-muraille, téléfilm de Pierre Tchernia en 1977).
- L'entreprise dans laquelle travaille le passe-muraille pratique une « nouvelle méthode venue du Luxembourg », le « bouneschlupp », du nom d'une soupe constituant un plat traditionnel de la cuisine luxembourgeoise.